# Сін-шар-ішкун
Сін-шар-ішкун — правитель Ассирії у другій половині VII століття до н. е..

## Правління
Від 627 року до н. е. Сін-шар-ішкун спільно з іншими ассирійськими правителями Ашшур-етель-ілані й Сін-шум-лішіром вів війну з халдеєм Набопаласаром за Вавилонію. 
623 року після смерті чи вбивства його брата Ашшур-етель-ілані Сін-шар-ішкун знову об'єднав Ассирію та взяв титул «цар Всесвіту». Того ж року Сін-шар-ішкун почав наступ на південь Месопотамії і не пізніше вересня 623 року до н. е. він був визнаний царем в Сіппарі, а в жовтні вступив в Аккад. До березня 622 до н. е. Набопаласар був вибитий з Аккада і Вавилон, які визнали Сін-шар-ішкуна царем Вавилонії.
За його правління до Ассирії спочатку вторглись араби з Сирії. Утім ассирійці розбили їх та змусили відступити. Потім відбулось вторгнення мідійців Кіаксара, які підійшли до Ніневії. Але на мідійців з тилу напав цар скіфів Мадій і розбив їх, фактично врятувавши Ассирію. Тим не менше нищівні сили скіфів ураганом пройшли все Межиріччя, Сирію, Палестину й досягли кордонів Єгипту. Фараону Псамметіху I зі значними труднощами вдалось відкупитись від їхньої навали. Скориставшись ускладненнями в Ассирії Набопаласар 619 року до н.е. знову взяв Вавилонію під свій контроль і розпочав облогу Ніппура.
616 року до н. е. мідійці захопили Манну. Наступного року вони вторглись до ассирійської провінції Аррапху, а ще за рік мідійці з'явились в околицях Ніневії. Після цього вони переправились через Тигр і, спустившись униз течією, у серпні 614 року до н. е. штурмом узяли Ашшур. Місто було розграбовано й цілковито зруйновано, а його жителі — частково винищені, частково взяті в полон. Коли все було завершено, під Ашшуром з'явився Набопаласар з вавилонською армією. Там же останній уклав союз з лідійським царем Кіаксаром.
612 року до н. е. мідяни, розгромивши скіфів, знову вторглись до Ассирії й підступили до Ніневії. Туди ж з військом підійшов і Набопаласар. Союзні війська взяли в облогу Ніневію і захопили ту фортецю лише за три місяці. Сін-шар-ішкун, щоб не потрапити у полон, підпалив свій палац і загинув у полум'ї. Переможці цілком зруйнували Ніневію, залишивши після себе тільки руїни та згарище. Така ж доля чекала й на решту ассирійських міст (Німруд, Ербіль, Дур-Шаррукін, Нусайбін тощо).